# 이원석 (영화 감독)
이원석(1974년 1월 9일 ~ )은 대한민국의 배우이자 영화 감독이다.

## 학력
- 보스턴대학교 광고과 학사
- 아트센터디자인대학교 대학원 영화과 석사

### 영화
- 2005년 영화 《덧칠》 ... 감독
- 2013년 영화 《트리》 ... 감독
- 2013년 영화 《벌레》 ... 아버지 역
- 2013년 영화 《남자사용설명서》 ... 감독 & 공동각본
- 2014년 영화 《상의원》 ... 감독
- 2017년 영화 《브이아이피》 ... 중국집 배달원 역 (우정출연)
- 2017년 영화 《랄라랜드》 ... 감독
- 2023년 영화 《킬링 로맨스》 ... 감독

### 예능
- 2015년 ~ 2019년 O'LIVE 화요 예능 프로그램《수요미식회》 ... 출연
- 2016년 tvN 예능 프로그램 《SNL 코리아 시즌 7》 ... 출연
- 2018년 채널 A 예능프로그램 《천만홀릭, 커밍쑨》 ... 출연
- 2022년 JTBC 예능 프로그램 《전체관람가》 ... 출연

### 드라마
- 2025년 tvN 월화 미니시리즈 《이혼 보험》 ... 공동연출

## 수상
- 2004년 제9회 부산국제영화제 NDIF상
- 2013년 제15회 우디네 극동영화제 관객상
- 2015년 제17회 우디네 극동영화제 MY MOVIES 관객상
- 2015년 제17회 우디네 극동영화제 관객상
- 2015년 제14회 뉴욕아시아 영화제 관객상